# Platypeza hirticeps
Platypeza hirticeps är en tvåvingeart som beskrevs av George Henry Verrall 1901. Platypeza hirticeps ingår i släktet Platypeza och familjen svampflugor. Arten är reproducerande i Sverige. Inga underarter finns listade i Catalogue of Life.

## Bildgalleri

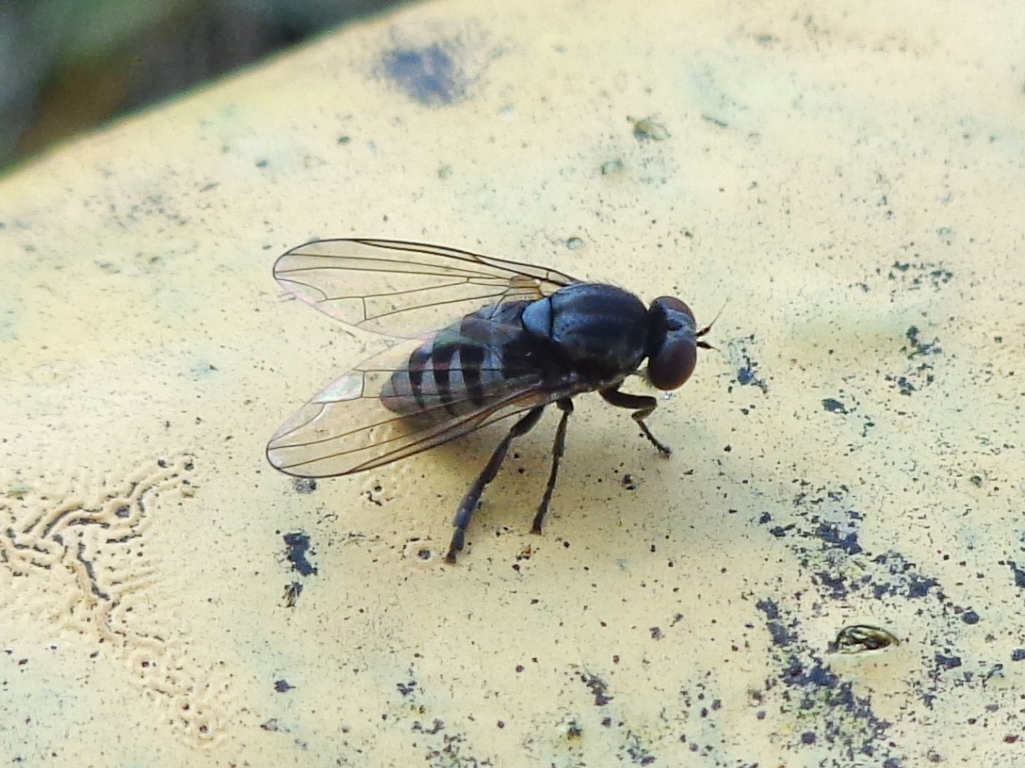